# Johann Ludwig Georg Meinecke
Johann Ludwig Georg Meinecke (* 3. Januar 1781 in Stadthagen; † 27. August 1823 in Schkeuditz) war ein deutscher Naturwissenschaftler (Mineralogie, Chemie) und Professor für Technologie in Halle.

## Leben
Meinecke war der Sohn des evangelischen Pfarrers Hilmar Ernst Meinecke in Stadthagen. Er studierte in Halle mit der Promotion 1805 und war dann bis 1811 in Halle Lehrer für Mathematik und Physik am Pädagogium. Anschließend war er Professor für Physik, Chemie und Naturgeschichte an der Artillerieschule in Kassel und ab 1814 ordentlicher Professor für Technologie an der Universität Halle. Er starb durch Suizid.
Er war ab 1820 mit J. S. Schweigger Ko-Herausgeber von dessen Journal für Chemie und Physik.
Meinecke selbst war überwiegend Theoretiker. Er veröffentlichte 1808 ein Lehrbuch der Mineralogie, 1820 ein Mineralogisches Taschenbuch für Deutschland und veröffentlichte über Aragonit, ein neues Schwefeleisen bei Dölau und Chrysopras. In seiner Zeit in der Artillerieschule veröffentlichte er über Schießpulver und Guss von Geschützen. 1815 und genauer 1817 fand er das Dulong-Petit-Gesetz (vier Jahre vor den heutigen Namensgebern). Dabei wertete er die Experimente von François Étienne Delaroche und Jacques Étienne Bérard über spezifische Wärmen von Gasen aus und experimentierte nicht selbst.
Er entdeckte organische Isomerie vor Justus Liebig und vor Jöns Jakob Berzelius, benannte sie aber nicht so. Er beeinflusste auch Liebigs Radikaltheorie.
Meinecke veröffentlichte 1819 im Schweiggerschen Journal (Journal für Chemie und Physik) einen Aufsatz, in dem er chemische Elemente nach Verwandtschaften gruppierte. Meinecke listete zunächst drei Gruppen verwandter Elemente auf: Barium und Strontium (Baryt und Strontian), Calcium und Magnesium (Kalk und Talk), Kalium und Natrium (Kali und Natron). Das wurde durch andere Autoren im Schweiggerschen Journal mit weiteren Vorschlägen ergänzt und beeinflusste den Versuch der Anordnung der Elemente durch den Basler Apotheker  Johann Ludwig Falckner von 1824. Wahrscheinlich unabhängig (so Otto Krätz) von William Prout kam er auf die Proutsche Hypothese, dass Elemente Vielfache des Wasserstoffs sind. Allerdings legte er dieser Entdeckung wenig Bedeutung bei, da er kein Atomist war. Er suchte wie später Falckner nach mathematischen Beziehungen zwischen Elementen (und Verbindungen) und war darin unter Einfluss der damals in Deutschland aktuellen romantischen Naturphilosophie.
Seine Pionierrolle und die Falckners in der Vorgeschichte des Periodensystems noch vor Johann Wolfgang Döbereiner (Triaden, 1829) wurde 1972 von Otto Krätz aufgedeckt.
Er war mit Henriette Susanne Dorothea Haccius (* 1763) verheiratet, der Tochter des Sprachforschers und Pfarrers Georg Ludwig Haccius (1733–1817).